# Willow Garage

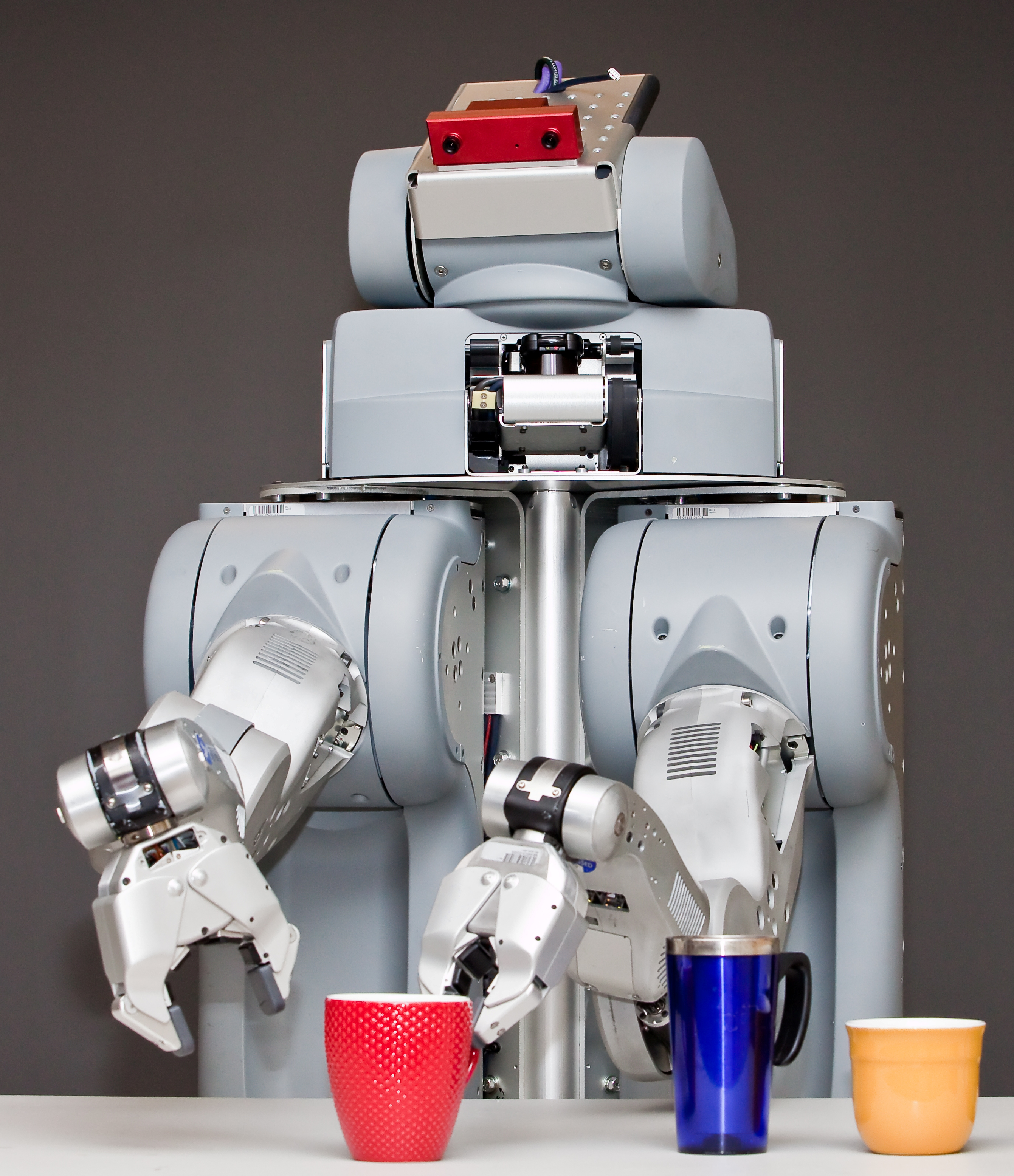
le robot PR2 de Willow Garage

Willow Garage est un laboratoire de recherche en robotique créé fin 2006 qui conçoit des robots et développe des logiciels pour la robotique. Il est principalement connu pour son robot de taille humaine PR2, qui possède deux bras, se déplace sur des roues, et peut accueillir toutes sortes d'applications. Il développe également Robot Operating System (ROS), un système d'exploitation open source pour robots,, et OpenCV, une bibliothèque graphique open source .
Willow Garage est situé à Menlo Park, en Californie,, et emploie une cinquantaine d'employés. 

## Historique
Willow Garage est créé fin 2006 par Scott Hassan, ancien employé de Google,,
Durant l'été 2009, Willow Garage atteint son deuxième objectif : construire un robot qui peut ouvrir les portes, découvrir les prises électriques et s'y brancher,,. 
Le troisième objectif, créer une plateforme pour le développement d'applications robotiques, est atteint en janvier 2010, avec la publication de ROS en version 1.0.
Le quatrième objectif, distribuer onze robots PR2 afin que des institutions extérieures au projet développent de nouvelles applications, est réalisé en juin 2010. L'estimation du prix de chacun de ces onze robots est de 400 000 dollars américains,. Les entités suivantes ont reçu un exemplaire du robot : l'université de Fribourg-en-Brisgau (Albert-Ludwigs-Universität Freiburg), Bosch Research and Technology Center aux États-Unis, Georgia Institute of Technology, Katholieke Universiteit Leuven en Belgique, le Computer Science and Artificial Intelligence Laboratory (CSAIL) du MIT, université Stanford, Technische Universität München (Université technique de Munich) en Allemagne, University of California, Berkeley (Université de Californie à Berkeley), University of Pennsylvania (Université de Pennsylvanie), University of Southern California (Université de Californie du Sud), le laboratoire Jouhou System Kougaku (JSK) de l'université de Tokyo.
En septembre 2010, le PR2 est mis en vente, au prix public de 400 000 dollars américains, ou 280 000 si l'acheteur peut démontrer son engagement passé et futur envers l'open source,. En France le premier PR2 a été acheté par LAAS/CNRS  Toulouse et livré en décembre 2010.

## Les robots conçus par Willow Garage

### PR2
Le PR2 possède deux bras qui possèdent chacun sept degrés de liberté, se déplace sur des roues, et a une taille proche de celle d'un humain. Il embarque une caméra et un détecteur de distance laser. Il pèse environ 200 kg pour environ 1,5 m de haut. Bien que les applications développées pour le PR2 par Willow Garage soient sous licence open source, le robot en lui-même est protégé par des brevets.
Il est capable d'ouvrir les portes grâce à leur poignée, et sait repérer une prise électrique pour se recharger.
Willow Garage a développé plusieurs applications pour le PR2, en utilisant ROS : une application pour jouer au billard, une application pour aller chercher une bouteille de bière dans un réfrigérateur, une application pour plier des serviettes...

### Texai
Le Texai est un robot destiné à la visioconférence. Il est vendu pour un prix de quelques milliers de dollars américains.

### Turtlebot
La première version du  TurtleBot  a été développé en novembre 2010 par  Tully Foote et Melonee Wise de  Willow Garage , en collaboration avec les sociétés ClearPath Robotics et "I Heart Engineering" qui a été dissoute en 2014. L'objectif était de proposer un robot mobile économique et modulable compatible ROS , à destination des passionnés du monde de l'enseignement ainsi que du monde de la recherche .
Pour des raisons de coûts et de fiabilité, le Turtlebot s'est appuyé sur la base mobile Icreate de la société Irobot, dérivée d'un robot aspirateur. En plus de la base mobile, ce robot embarque un ordinateur portable Asus 1215N, une batterie 3000 mAh, un gyromètre  ainsi qu'un capteur Kinect.  
Le Turtlebot développé par Willow Garage est la première version de la génération Turtlebot. Le Turtlebot 2 a été créé par Yujin Robot en 2012 et le dernier modèle Turtlebot 3  a été introduit par ROBOTIS en 2016.